# كارلوس غالاردو
كارلوس غالاردو (بالإسبانية: Carlos Gallardo)‏ هو مصمم أزياء تقليدية وكاتب سيناريو ومنتج أفلام ومخرج وممثل مكسيكي، ولد في 22 يونيو 1966 في Acuña Municipality ‏ في المكسيك. من الجوائز التي نالها جائزة الروح المستقلة لأفضل أول فيلم سنة 1994.

## أعمال

### أفلام
- (1995) خارج عن القانون[9][10]
- (2003) حدث ذات مرة في مكسيكو[11][12]

## جوائز
- جائزة الروح المستقلة لأفضل أول فيلم (1994)

## وصلات خارجية
- الموقع الرسمي
- كارلوس غالاردو على موقع IMDb (الإنجليزية)
- كارلوس غالاردو على موقع ألو سيني (الفرنسية)
- كارلوس غالاردو على موقع أول موفي (الإنجليزية)
- كارلوس غالاردو على موقع قاعدة بيانات الأفلام السويدية (السويدية)
- كارلوس غالاردو على موقع قاعدة بيانات الفيلم (الإنجليزية)
- كارلوس غالاردو على موقع كينوبويسك (الروسية)